# Liste des évêques de Toul
Pour la partie historique, consulter la page Évêché de Toul.

## Liste des évêques
| N°   | Portrait                                             | Blason | Nom                                               | Début | Fin  | Notes |
| ---- | ---------------------------------------------------- | ------ | ------------------------------------------------- | ----- | ---- | --- |
| 1    | Gisant de Saint Mansuy                               |        | Saint Mansuy                                      | 338   | 375  | 1er évêque de Toul (Saint) |
| 2    | Portrait de Saint Amon                               |        | Saint Amon                                        | v.400 | ?    | Saint |
| 3    |                                                      |        | Saint Alchas                                      | v.423 | ?    | Saint |
| 4    |                                                      |        | Saint Gelsimus                                    | v.455 | ?    | Saint |
| 5    |                                                      |        | Saint Auspice                                     | v.478 | ?    | 1er des évêques de Toul à obéir aux Francs (Saint) |
| 6    |                                                      |        | Saint Ours                                        | v.490 | ?    | Avec saint Vaast, accueil du roi Clovis Ier à Toul (Saint) |
| 7    | Statue de Saint Epvre.                               |        | Saint Epvre                                       | 500   | 507  | Saint |
| 8    |                                                      |        | Saint Albaud                                      | 507   | 525  | Fondateur en 507 de l'abbaye Saint-Evre de Toul (Saint) |
| 9    |                                                      |        | Saint Trifsorich                                  | 525   | 532  | / |
| 10   |                                                      |        | Saint Dulcitius                                   | 532   | 548  | Saint |
| 11   |                                                      |        | Alodius de Toul                                   | 548   | ?    | Assiste au Ve concile d'Orléans ; convoque le concile de Toul (550) |
| 12   |                                                      |        | Saint Prémon                                      | v.550 | ?    | Saint |
| 13   |                                                      |        | Antimonde                                         | v.575 | ?    | Agrandit et embellit l'abbaye Saint-Evre de Toul. |
| 14   |                                                      |        | Eudolius de Toul                                  | v.602 | ?    | Procure de nombreuses terres à son diocèse (Saint). |
| 15   |                                                      |        | Teudefrid                                         | v.640 | ?    | Début de la puissance temporelle des évêques de Toul |
| 16   |                                                      |        | Eborin                                            | v.653 | ?    | \ |
| 17   |                                                      |        | Saint Bodon                                       | v.669 | ?    | Saint |
| 18   |                                                      |        | Adéodat                                           | v.673 | ?    | Assiste au concile de Rome de 680. |
| 19   |                                                      |        | Ermenthée                                         | v.690 | ?    | \ |
| 20   |                                                      |        | Magnald                                           | v.695 | ?    | \ |
| 21   |                                                      |        | Dodo                                              | v.705 | ?    | \ |
| 22   |                                                      |        | Griboald                                          | 706   | 739  | Obtient du roi Childéric III l'abbaye de Montier-en-Der |
| 23   |                                                      |        | Godon                                             | 739   | 756  | \ |
| 24   |                                                      |        | Saint Jacob                                       | 756   | 767  | Assiste au concile de Compiègne (757) et au concile d'Attigny (765) ; Saint |
| 25   |                                                      |        | Bornon                                            | 767   | 794  | Avec d'énormes sommes d'argent, il reconstruit la ville de Toul. |
| 26   |                                                      |        | Unanimik                                          | 794   | 813  | Obtient de Charlemagne l'abbaye de la Crête. |
| 27   |                                                      |        | Frothaire                                         | 813   | 846  | Moine de Gorze ; ami de l'empereur Louis Ier ; réformateur de l'abbaye Saint-Evre de Toul |
| 28   |                                                      |        | Saint Arnulf                                      | 847   | 871  | Saint |
| 29   |                                                      |        | Arnald                                            | 872   | 894  | \ |
| 30   |                                                      |        | Ludhelm                                           | 895   | 905  | 1er évêque enterré dans la cathédrale de Toul |
| 31   |                                                      |        | Drogon                                            | 907   | 921  | Restitue l'abbaye de Moyenmoutier à Toul |
| 32   | Portrait de Saint Gauzelin.                          |        | Saint Gauzelin                                    | 922   | 962  | Saint |
| 33   | Portrait de Saint Gérard Ier.                        |        | Saint Gérard Ier                                  | 963   | 994  | Saint (canonisé en 1051) |
| 34   |                                                      |        | Saint Étienne Ier                                 | 994   | 995  | Meurt accidentellement en l'abbaye de Moyenmoutier (Saint) |
| 35   |                                                      |        | Robert                                            | 995   | 995  | Religieux de l'abbaye de Mettlach |
| 36   |                                                      |        | Berthold                                          | 995   | 1018 | Excommunie la princesse Béatrice ; fondateur de l'abbaye de Saint-Sauveur |
| 37   |                                                      |        | Hermann                                           | 1018  | 1026 | Fondateur de l'abbaye de Poussay |
| 38   | Portrait du Pape Léon IX.                            |        | Bruno                                             | 1026  | 1052 | Élu pape sous le nom de Léon IX (Saint) |
| 39   |                                                      |        | Odon                                              | 1052  | 1069 | Cardinal-diacre ; excommunie le comte de Toul ; installe les chanoines à St-Gengoult |
| 40   |                                                      |        | Pibon                                             | 1070  | 1107 | Cardinal-diacre ; excommunie le comte de Toul ; installe les chanoines à St-Gengoult |
| 41   | Portrait de Richwin de Commercy.                     |        | Richwin                                           | 1108  | 1126 | Assiste au concile de Reims en 1119 |
| 42   | Sceau de Henri I de Lorraine                         |        | Henri Ier                                         | 1126  | 1165 | Fils de Thierry II, duc de Lorraine |
| 43   |                                                      |        | Pierre Ier de Brixey                              | 1168  | 1191 | |
| 44   |                                                      |        | Eudes Ier de Lorraine                             | 1191  | 1198 | Fils de Hugues Ier, comte de Vaudémont |
| 45   |                                                      |        | Matthieu de Lorraine                              | 1198  | 1206 | Fils de Ferry Ier, duc de Lorraine |
| 46   |                                                      |        | Reinald de Chantilly                              | 1210  | 1217 | Fils de Ferry Ier, duc de Lorraine |
| 47   |                                                      |        | Gérard II                                         | 1218  | 1219 | Fils de Gérard II de Vaudémont, comte de Vaudémont |
| 48   |                                                      |        | Eudes II de Sorcy                                 | 1219  | 1228 | |
| 49   |                                                      |        | Garin                                             | 1228  | 1230 | Abdication volontaire |
| 50   |                                                      |        | Roger de Mercy                                    | 1231  | 1251 | Abdication volontaire |
| 51   |                                                      |        | Gilles de Sorcy                                   | 1253  | 1271 | |
| 52   |                                                      |        | Conrad Probus                                     | 1272  | 1296 | |
| 53   |                                                      |        | Jean Ier de Sierck                                | 1296  | 1305 | |
| 54   |                                                      |        | Vito Venosa                                       | 1305  | 1306 | Il ne pénétra jamais dans le diocèse de Toul |
| 55   |                                                      |        | Eudes III de Grandson                             | 1306  | 1308 | |
| 56   |                                                      |        | Jacques Ier Colonna                               | 1308  | 1309 | Il ne pénétra jamais dans le diocèse de Toul |
| 57   |                                                      |        | Jean II d'Arzillière                              | 1309  | 1320 | |
| 58   |                                                      |        | Amédée de Genève                                  | 1320  | 1330 | |
| 59   |                                                      |        | Thomas de Bourlémont                              | 1330  | 1353 | |
| 60   |                                                      |        | Bertrand de La Tour                               | 1353  | 1361 | Fils de Bertrand IV, seigneur de la Tour |
| 61   |                                                      |        | Pierre II de la Barrière                          | 1361  | 1363 | Fait cardinal par l'antipape Clément VII |
| 62   |                                                      |        | Jean III de Heu                                   | 1363  | 1372 | |
| 63   |                                                      |        | Jean IV                                           | 1373  | 1384 | Fait cardinal par l'antipape Clément VII (antipape) |
| 64   |                                                      |        | Savin de Florence                                 | 1384  | 1385 | Évêque de Saint-Jean-de-Maurienne (1383–1410). |
| N/A  |                                                      |        | Jean IV de Neufchâtel, coadjuteur                 | 1385  | 1398 | Jean de Neuchâtel administre le diocèse pendant une longue vacance épiscopale, due au Grand Schisme d'Occident.                                                                                                 |
| 65   |                                                      |        | Philippe de Ville-sur-Illon                       | 1399  | 1409 | |
| 66   |                                                      |        | Henri II de Ville-sur-Illon                       | 1409  | 1436 | Frère du précédant. |
| 67   |                                                      |        | Louis de Haraucourt                               | 1437  | 1449 | |
| 68   | Portrait de Guillaume Fillâtre.                      |        | Guillaume Fillâtre                                | 1449  | 1460 | |
| 69   | Portrait de Jean Chevrot.                            |        | Jean V Chevrot                                    | 1460  | 1460 | |
| 70   | Première page du pontifical d'Antoine de Neufchâtel. |        | Antoine Ier de Neufchâtel                         | 1461  | 1495 | |
| 71   |                                                      |        | Olry                                              | 1496  | 1506 | |
| 72   | Portrait de Hugues des Hazards.                      |        | Hugues des Hazards                                | 1506  | 1517 | |
| 73   | Portrait de Jean de Lorraine.                        |        | Jean VI                                           | 1517  | 1524 | Cardinal ; évêque de Verdun (1523 à 1544); Fils de René II de Lorraine, duc de Lorraine |
| 74   |                                                      |        | Hector de Rochefort d'Ally                        | 1524  | 1532 | |
| (73) | Portrait de Jean de Lorraine                         |        | Jean VI de Lorraine                               | 1532  | 1537 | Second épiscopat |
| 75   |                                                      |        | Antoine II Pelegrin                               | 1537  | 1542 | |
| (73) | Portrait de Jean de Lorraine.                        |        | Jean VI de Lorraine                               | 1542  | 1543 | Troisième épiscopat |
| 76   |                                                      |        | Toussaint de Hocédy                               | 1543  | 1565 | |
| 77   |                                                      |        | Pierre III du Châtelet                            | 1565  | 1580 | |
| 78   | Sculpture de Charles de Lorraine.                    |        | Charles Ier                                       | 1580  | 1587 | Cardinal; Fils de Nicolas de Mercœur, duc de Mercœur. |
| 79   | Portrait de Christophe de La Vallée                  |        | Christophe de La Vallée                           | 1589  | 1607 | |
| 80   |                                                      |        | Jean VII des Porcelets de Maillane                | 1607  | 1624 | |
| 81   | Portrait de Nicolas-François.                        |        | Nicolas-François de Lorraine                      | 1624  | 1634 | Cardinal; futur duc de Lorraine |
| 82   |                                                      |        | Charles II de Gournay                             | 1636  | 1637 | |
| 83   |                                                      |        | Paul Fieschi                                      | 1645  | 1645 | |
| 84   |                                                      |        | Jacques II Lebret                                 | 1645  | 1645 | |
| 85   |                                                      |        | André du Saussay                                  | 1655  | 1675 | |
| 86   |                                                      |        | Jacques III de Fieux                              | 1676  | 1687 | |
| 87   | Portrait de Henri-Pons de Thiard de Bissy.           |        | Henri-Pons de Thiard de Bissy                     | 1687  | 1704 | Cardinal ; évêque de Meaux (1704 à 1737) |
| 88   | Portrait de François Blouet de Camilly.              |        | François Blouet de Camilly                        | 1706  | 1623 | Cardinal ; évêque de Meaux (1704 à 1737) |
| 89   |                                                      |        | Scipion-Jérôme Bégon                              | 1723  | 1753 | |
| 90   | Portrait de Claude Drouas de Boussey.                |        | Claude Drouas de Boussey                          | 1754  | 1773 | |
| 91   | Étienne François Xavier des Michels de Champorcin.   |        | Étienne François Xavier des Michels de Champorcin | 1773  | 1802 | Dernier évêque de Toul. Après sa mort, l'évêché de Toul et l'évêché de Nancy sont fusionnés pour devenir l'évêché de Nancy et de Toul. Cette charge combinant les responsabilités des deux charges précédentes. |

- La liste se poursuit avec les évêques de Nancy.